# Верушка
Верушка (нем. Veruschka), урождённая графиня Вера Готлибе Анна фон Лендорф (нем. Vera Gottliebe Anna Gräfin von Lehndorff, род. 14 мая 1939, Кёнигсберг) — немецкая модель и актриса.

## Биография
Родилась 14 мая 1939 года в Кёнигсберге (ныне Калининград в Российской Федерации), в семье офицера Генриха фон Лендорфа. С приходом нацистов к власти в замке её семьи министр иностранных дел рейха Риббентроп устраивал свои встречи. Кроме того, в лесу недалеко от их парка размещалась штаб-квартира фюрера — «Вольфсшанце» (Волчье логово).

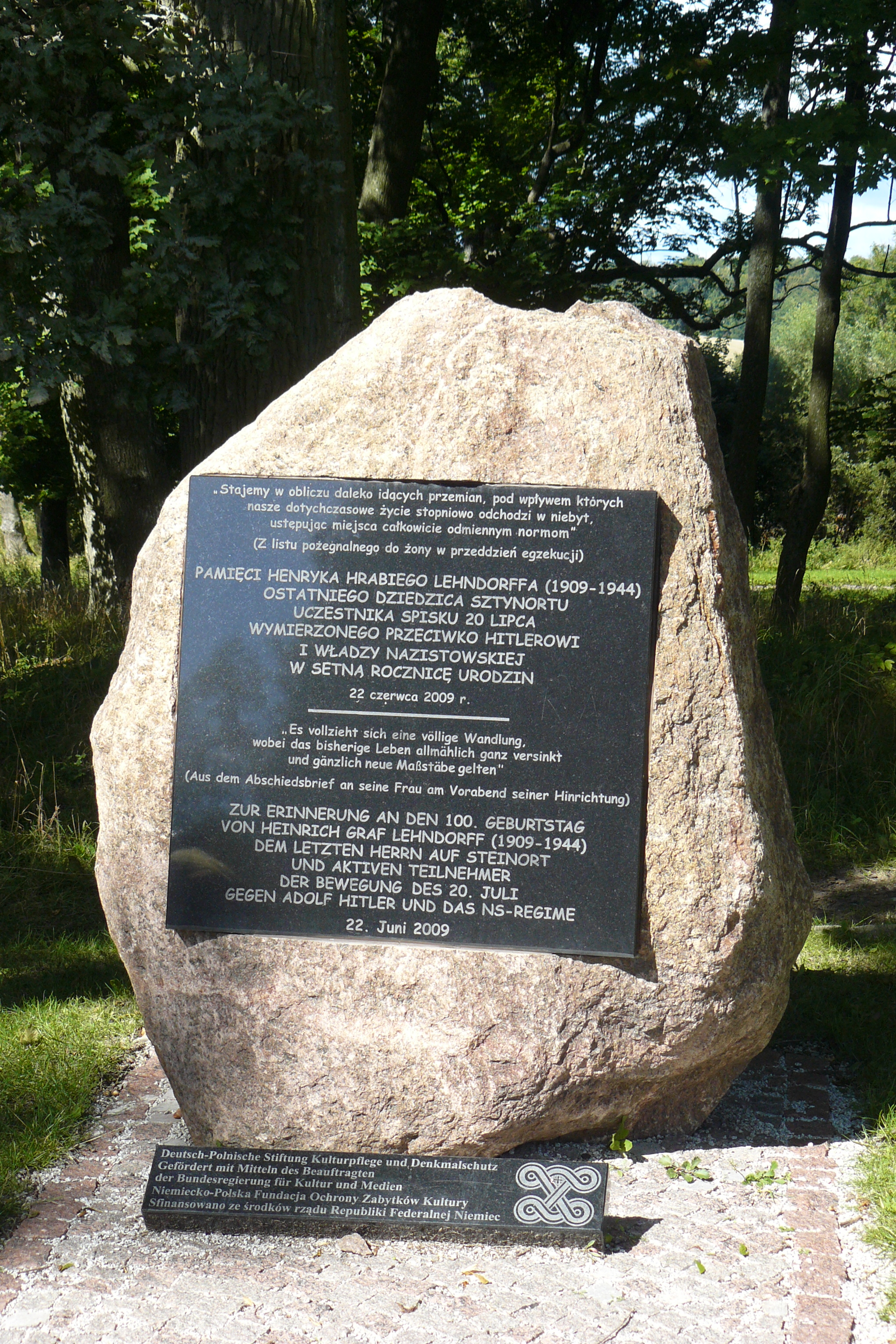
Мемориальный камень в честь 100-летия отца Верушки, графа Генриха фон Лендорфа, активного участника покушения на Гитлера 20 июля 1944 года.

Отец Верушки активно участвовал в заговоре против Гитлера и после неудачного покушения на фюрера, совершённого 20 июля 1944 года, был осуждён и повешен нацистами в берлинской тюрьме Плётцензее. В это же время там в заключении находилась её мать, которая родила четвёртого ребёнка в их семье — сестру Верушки Катарину.
После казни отца Верушки всю семью, включая дедушку и бабушку, объявили государственными преступниками, арестовали, а владения конфисковали. Дети офицеров, покушавшихся на Гитлера, были помещены в специальный детский дом так называемого «Национального социалистического народного благосостояния» в Бад-Заксе, где им сменили фамилии. За всё время ей пришлось обучаться в тринадцати школах, включая Вальдорфскую.

## Творчество
Первым журналом, на котором фотография Верушки стала обложкой, был журнал «Констанце».
В юности Вера изучала искусство в Гамбурге. Затем перебралась во Флоренцию, где привлекла внимание фотографа Уго Муласа и вскоре стала работать фотомоделью. Переехав в Париж, она познакомилась с Эйлин Форд, главой американского модельного агентства Ford Models. Затем решает продолжить карьеру в Нью-Йорке, куда и отправляется в 1961 году. Не снискав там успеха, возвращается в Европу, в Мюнхен, и через некоторое время производит фурор, снявшись в пятиминутном эпизоде в фильме Микеланджело Антониони «Фотоувеличение». В 1963 году в Риме Верушка познакомилась с фотографом Vogue Франко Рубартелли, который сделал её своей музой. Самой знаковой за всё время их сотрудничества стала фотосессия в пустыне Аризоны, сделанная в 1968 году. Кадр, на котором Верушка закутана в кокон, стал классикой фотоискусства. Позднее работала с Сальвадором Дали и была популяризатором стиля боди-арт, снимаясь обнажённой в краске.
С детства Вера была очень высокой. Уже в 14 лет её рост составлял 185 см. Позже она выросла до 190 см.
В 1975 году после ссоры с главным редактором журнала Vogue Грейс Мирабеллой Верушка покидает мир моды. В настоящее время живёт в Берлине. Изредка участвует в модных дефиле как приглашённая звезда.

## Кто работал с Верушкой
- Хуго Мулас
- Сальвадор Дали
- Ирвин Пенн
- Ричард Аведон
- Франко Рубартелли
- Стивен Майзель
- Питер Линдберг
- Хельмут Ньютон
- Диана Вриланд
- Микеланджело Антониони
- Ульрике Оттингер[нем.]
- Питер Биэрд
- Хольгер Трюшель
- Бернд Бён
- Мишель Комте
- Джонни Монкада
- Берт Штерн

## Фильмография

### Актриса
- Фотоувеличение (1966) Blow Up
- Верушка (1971) Veruschka
- Саломея (1972) Salomè
- Кто успокоил мою жену? (1976) Cattivi pensieri … Mario Marani’s Lover
- Цвет тела (1978) Couleur chair
- Мило – Мило (1979) Milo-Milo …
- Образ Дориана Грея в зеркале жёлтой прессы (1984) Dorian Gray im Spiegel der Boulevardpresse
- Невеста (1985) The Bride
- Vom Zusehen beim Sterben (1985)
- Красный оркестр (1989) L’orchestre rouge
- Пратер (фильм) (2007) Prater
- Казино Рояль (2006) Casino Royale

### Сценарист
- Верушка (1971) Veruschka
- Верушка (2005) Veruschka — Die Inszenierung